# گمینا ووبنگتسه (استان اشوی‌داشکسیه)
گمینا ووبنگتسه (استان اشوی‌داشکسیه) (به لهستانی:  Gmina Łubnice) یک گمینا در لهستان است که در شهرستان ستاشوف واقع شده‌است. گمینا ووبنگتسه ۸۴٫۱۴ کیلومتر مربع مساحت و ۴٬۳۸۲ نفر جمعیت دارد.